# Judith tenant la tête d'Holopherne (Mantegna)
Ne doit pas être confondu avec Judith avec la tête d'Holopherne (Mantegna).
Pour les articles homonymes, voir Judith et Holopherne.
Judith tenant la tête d'Holopherne est une peinture attribuée au peintre italien de la Renaissance Andrea Mantegna vers 1495-1500.

## Contexte et datation
Datation
La peinture est datée et attribuée par comparaison avec d'autres panneaux présentant des sujets de l'Ancien Testament réalisés en grisaille par Mantegna entre 1495 et 1500 (Judith avec la tête d'Holopherne, Didon, Tuccia et Sophonisbe).
Provenance
Le tableau semble avoir été acquis par Charles Ier en 1628 et intégré dans la Collection Gonzague. Donné au comte William Herbert, il est ensuite vendu par ses héritiers à Londres en 1917. Après avoir changé de mains à plusieurs reprises, Judith et Holopherne est acquis à New York par Joseph E. Widener (en) avant d'être donné à la National Gallery of Art à Washington.

## Iconographie
L'histoire de Judith et Holopherne est tirée de l'Ancien Testament apocryphe (Livre de Judith, 13:8-11). Les Israéliens sont assiégés par les Assyriens et la belle veuve israélienne Judith va dans le camp de l'Assyrien Holopherne pour gagner sa confiance. Après un grand banquet où ce dernier est ivre, Judith en profite pour le décapiter avec une épée. Amputés de leur chef, les Assyriens sont rapidement défaits par les Israéliens.
Judith est vue dans la Renaissance comme un symbole de la Vertu civique, de l'intolérance vis-à-vis de la tyrannie et de la cause juste triomphant du Mal ; il s'agit d'un des sujets favoris de l'artiste.

## Description
Le panneau possède des couleurs brillantes et panachées, ressemblant à une miniature. Judith est représentée debout, telle une statue classique, sous la tente rose d'Holopherne (dont on voit le pied à droite), immédiatement après avoir décapité ce dernier, l'épée à la main. Elle dépose la tête dans un sac porté par une servante. Elle dégage une sérénité qui contraste avec l'horreur de la scène qui vient de s'être déroulée.
Le sol, peint en perspective diagonale, est composé de dalles de pierre et de terre cuite dont certaines se distinguent détachées du sol.